# Zamenhofdreef en omgeving
De Zamenhofdreef en omgeving is een buurt in de wijk Overvecht in de stad Utrecht. In 2023 telde de buurt 3.885 inwoners

## Ligging
De buurt wordt begrensd door de Brailledreef, de Einsteindreef, de Humberdreef, de Moezeldreef de Marnedreef en de Zamenhofdreef. Omliggende buurten/subwijken zijn Taag- en Rubicondreef en omgeving, Loevenhoutsedijk en omgeving, Amazone- en Nicaraguadreef en omgeving, Zambesidreef en omgeving, Neckardreef en omgeving. Het winkelcentrum Overvecht bevindt zich in de buurt.

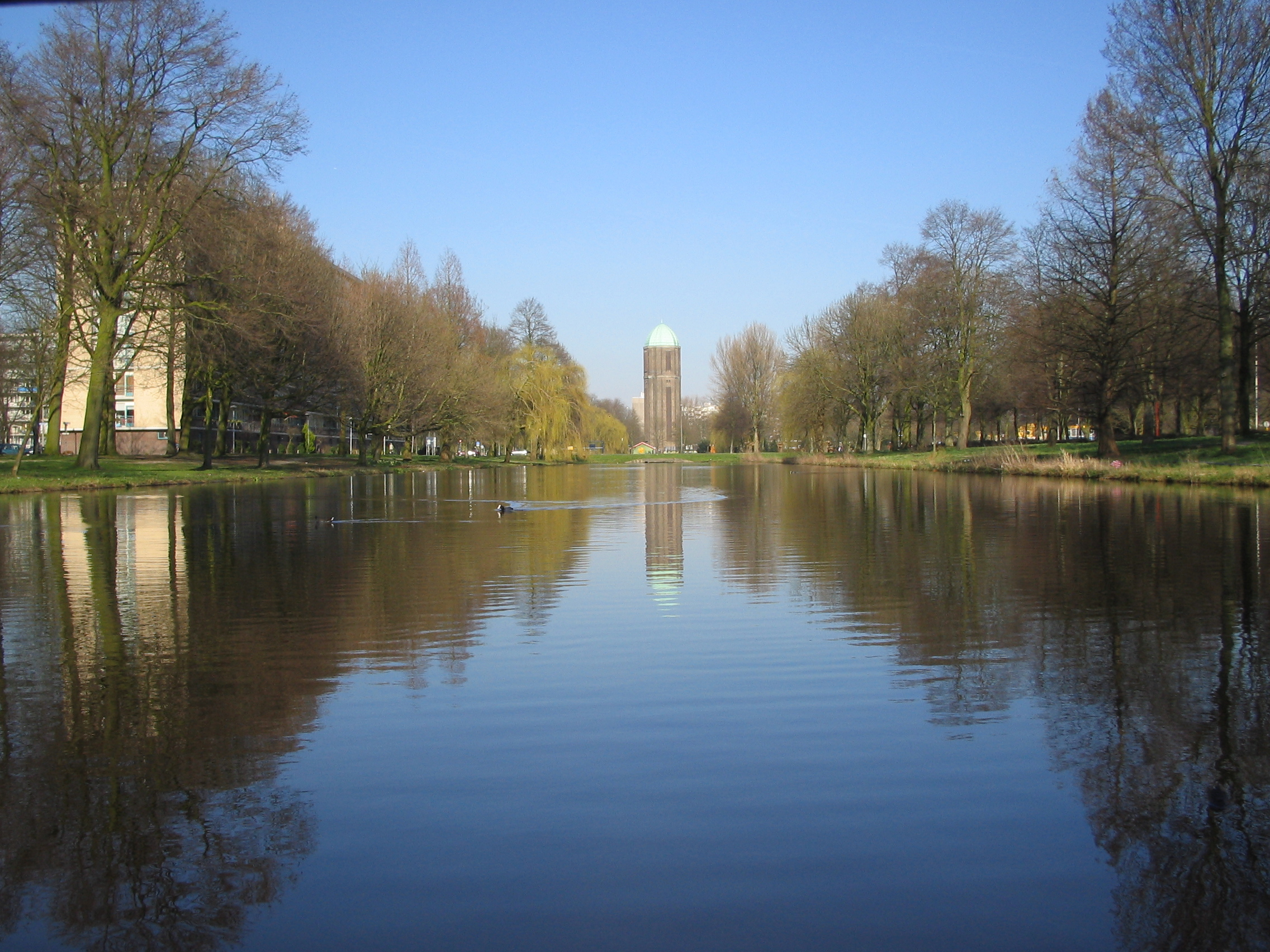
Zicht op de Watertoren vanaf Zamenhofdreef

Amazone- en Nicaraguadreef en omgeving · Bedrijventerrein Nieuw Overvecht · Neckardreef en omgeving · Poldergebied Overvecht · Taag- en Rubicondreef en omgeving · Tigris- en Bostondreef en omgeving · Wolga- en Donaudreef en omgeving · Zamenhofdreef en omgeving · Zambesidreef en omgeving